# 高卿塵
高卿塵（ガオ・チンチェン、英名：ナイン、1999年7月11日 - ）は、タイの歌手、俳優。タイの男性アイドルグループ・OXQ（Ordinary x Quake）と中国の男性アイドルグループ・INTO1のメンバー。

## 来歴
2019年にタイのボーイズラブドラマ『2Moons2』にキット役として出演。
2020年にタイの男性アイドルグループ「OXQ」のセンターとしてデビューするが、2021年に中国のテンセントビデオのオーディション番組『創造営2021』に参加し、最終順位5位となり、「INTO1」のメンバーとして現在は活動を行っている。
また、アサンプション大学に進学し、ビジネスマネジメントを専攻している。

## 出演
- 2Moons2（2019年）[11]
- 創造営2021（2021年）[12]